# Auzon
Auzon je naselje in občina v jugovzhodnem francoskem departmaju Haute-Loire regije Auvergne. Leta 2012 je naselje imelo 886 prebivalcev.

## Geografija
Kraj leži v pokrajini Auvergne znotraj naravnega regijskega parka Livradois-Forez ob Allier, 70 km severozahodno od Le Puy-en-Velaya.

## Uprava
Auzon je nekdanji sedež istoimenskega kantona, od leta 2015 vključenega v kanton Sainte-Florine.

## Zanimivosti
- romanska cerkev sv. Lovrenca, zgrajena v 12. stoletju, francoski zgodovinski spomenik od leta 1906,
- mestna vrata la porte de Brugelet,
- ruševine srednjeveškega gradu Château d'Auzon iz 14. stoletja.